# Dolegna del Collio
Dolegna del Collio (Dolegne dal Cuei in friulano standard, Dolegna dal Cuei in variante locale, Dolenje v Brdih in sloveno) è un comune italiano di 294 abitanti del Friuli-Venezia Giulia.

## Storia
Dolegna è entrata a far parte del Regno d'Italia nel 1920, al termine della prima guerra mondiale. Nel 1923 ha assunto la denominazione di Dolegna del Collio e nel 1928 ha aggregato il comune di Cosbana del Collio. Nel 1947, per effetto del trattato di Parigi ha ceduto alla Jugoslavia la quasi totalità (ad eccezione delle frazioni di Mernico e Scriò) dell'ex territorio comunale di Cosbana del Collio, nonché parte (frazioni Cursò e Nebola) del territorio comunale di Dolegna del Collio.
Le parti cedute alla Jugoslavia sono successivamente passate alla Slovenia e attualmente sono comprese nel comune di Collio (Brda).

### Simboli
Un primo stemma e il gonfalone erano stati concessi con regio decreto del 14 febbraio 1938.
(RD del 14 febbraio 1938)
Lo stemma venne modificato con la richiesta di concessione del DPR del 9 febbraio 1983 fatta a seguito della mutata situazione territoriale.
(DPR n. 2189 del 9 febbraio 1983)
La penna d'oca è un omaggio al poeta Pietro Zorutti nato nel 1792 a Dolegna del Collio.
Il gonfalone concesso nel 1938 era un drappo di troncato di rosso e di azzurro, quello in uso dal 1983 è un drappo di bianco.

## Monumenti e luoghi d'interesse

### Chiesa parrocchiale
Già nel XVIII secolo esisteva una cappella a Dolegna; tale edificio fu rifatto nel 1840, riutilizzato per scopi militari durante la prima guerra mondiale e demolito negli anni Venti per far posto all'attuale parrocchiale, costruita nel 1927.

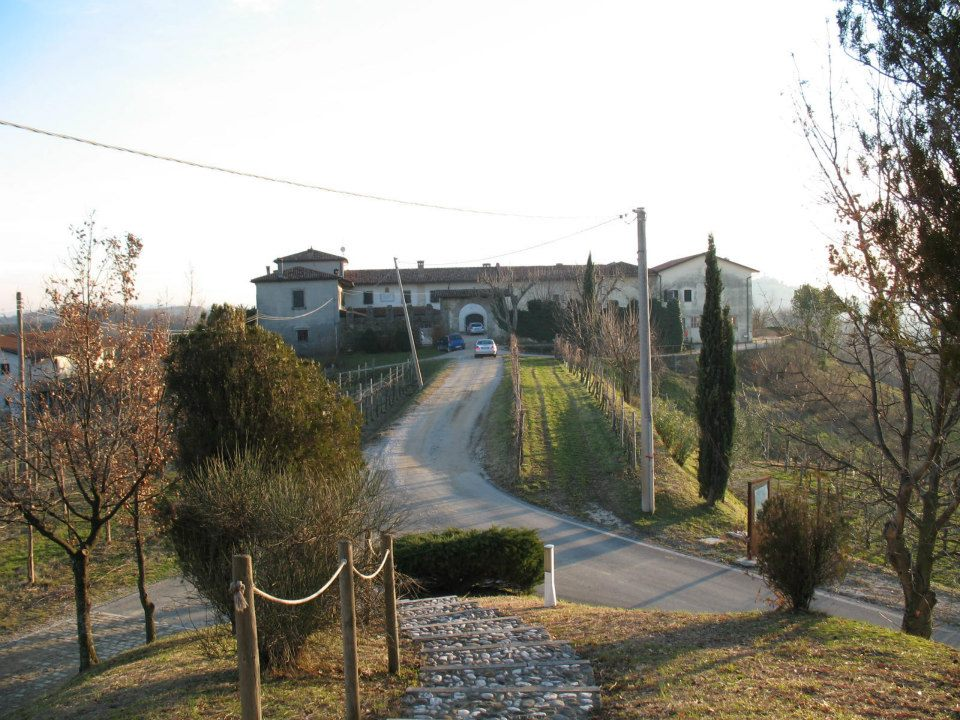
Villa Zorutti-Frisacco

### Castello di Trussio
Il castello si trova in posizione strategica, su una collina a guardia del fiume Judrio.
È citato per la prima volta nel 1257 quando, abbandonato da Gislardo di Fratta, suo signore, 
a causa degli attacchi di Mainardo conte di Gorizia, viene incendiato; ricostruito lo stesso anno, venne dato in feudo dal Patriarca Gregorio da Montelongo al conte Leonardo di Fratta.
Successivamente, nel 1279 furono infeudati i signori di Spilimbergo, quindi gli Zuccola di Spilimbergo che lo terranno fino al 1869. 
Il castello subì un primo assedio nel 1361 da parte di Rodolfo IV arciduca d'Austria e un secondo nel 1364 da parte delle schiere udinesi.
Nel 1385 nelle carceri del castello vennero rinchiusi alcuni villici, accusati di avere preso le armi contro il patriarca Filippo d'Alençon.
Nel 1431 fu occupato dagli ungheresi, nella guerra contro Venezia. Il castello fu ancora al centro degli scontri tra Venezia ed impero, tanto che il vecchio castello fu distrutto nel 1511; sulle rovine vennero costruiti gli edifici tuttora esistenti, mentre della parte più antica restano i due torrioni e le imponenti mura.
Estintasi la casata dei Trussio, il castello venne nuovamente infeudato ai signori di Spilimbergo, che ne rimasero proprietari fino al 1869.

### Villa Zorutti-Frisacco
La villa, di impostazione settecentesca si sviluppa, incastellandosi, sulla collina di Lonzano del Collio. La villa si contrappone, lungo il viale d'accesso, alla chiesetta patronale dedicata a S.Giacomo impostandosi con un impianto planimetrico a ferro di cavallo. Si notano gli ispessimenti nell'angolo a levante come il portone centrale dell'abitazione ove è ancora presente nel concio di chiave lo stemma della famiglia Zorutti, originari del luogo e probabili committenti dell'opera. Gli interni della abitazione sono tipici delle case di campagna veneto-friulane con solai e soffitti in legno (in talune stanze incanniciati) e prive di decorazioni signorili. Rimangono anche due gelsi nel giardino a ricordare la trama geometrica che, con tutta probabilità, disegnava il cortile interno. Fu la villa ove nacque il poeta Pietro Zorutti e successivamente acquisita, insieme ai possedimenti terrieri, nel 1814 dalla famiglia Frisacco di Tolmezzo come ricorda anche il poeta stesso nella poesia La me' biografie:
"[...] Ne l'an novantedoi
Mi an fabricat in doi.
Soi nassut a Lonzan
In ciase di Frisacc [...]"

## Società

### Evoluzione demografica
Abitanti censiti

### Lingue e dialetti
A Dolegna del Collio, accanto alla lingua italiana, la popolazione utilizza la lingua friulana. Ai sensi della deliberazione n. 2680 del 3 agosto 2001 della Giunta della Regione autonoma Friuli-Venezia Giulia, il Comune è inserito nell'ambito territoriale di tutela della lingua friulana ai fini della applicazione della legge 482/99, della legge regionale 15/96 e della legge regionale 29/2007.
La lingua friulana che si parla a Dolegna del Collio rientra fra le varianti appartenenti al friulano goriziano.

È ufficialmente tutelata inoltre la lingua slovena.

## Geografia antropica

### Frazioni
Il comune di Dolegna del Collio è costituito dalle seguenti frazioni: 
- Lonzano / (FUR) Lonzan / (SL)  Lože
- Mernicco o Mernico / (FUR) Mernic / (SL)  Mirnik: 59 ab.
- Restocina / (FUR) Restozine / (SL)  Raztočno: 18 ab.
- Ruttars o Ruttars Cavezzo / (FUR) Rotârs / (SL)  Rutarji: 23 ab.
- Scriò / (FUR) Scriù / (SL)  Škrljevo: 15 ab.
- Vencò / (FUR) Vencò / (SL)  Jenkovo: 15 ab.